# Knud Aage Frøbert
Knud Aage Frøbert (23. januar 1927 – 16. april 2000) var en dansk journalist og jurist, der var specialist i mediejura. Han var en markant debattør i pressejuridiske spørgsmål, ligesom han udgav adskillige bøger.
Han begyndte sin journalistiske karriere på Roskilde Avis i 1945 og arbejdede fra 1946 til 1955 på Politiken. I 1954 blev han cand.jur. fra Københavns Universitet, og efter tiden på Politiken arbejdede han som dommerfuldmægtig og lektor i jura ved Aarhus Universitet. Fra 1959 var han desuden juridisk medarbejder ved Morgenavisen Jyllands-Posten. I 1962 blev han afdelingsleder på Danmarks Journalisthøjskole og i 1970 afdelingsforstander; en stilling han besad til 1997. Fra 1983-1985 var han desuden skolens prorektor.
Frøbert havde desuden en række tillidsposter. Fra 1974 til 1992 var han medlem af bestyrelsen for Morgenavisen Jyllands-Posten A/S samt af Radionævnet i samme periode. Fra 1980-1985 var han medlem af Mediekommissionen og fra 1986-1990 af Medieansvarsudvalget.
Danmarks Journalisthøjskole har opkaldt det store auditorium efter ham, der således bærer navnet "Frøberts".